# Bill Ridding
William Ridding (Heswall, 4 aprile 1911 – 1981) è stato un calciatore e allenatore di calcio inglese, di ruolo attaccante.

## Carriera

### Giocatore
Nel 1928, ancora minorenne, esordisce nella terza divisione inglese con la maglia del Tranmere, con cui nei due anni seguenti realizza in totale 13 reti in 17 presenze; viene poi ceduto al Manchester City, club di prima divisione, con cui all'età di 19 anni esordisce in questa categoria, nella quale nel corso del campionato 1930-1931 mette a segno in totale 4 gol in 9 presenze. A fine stagione viene ceduto ai rivali cittadini del Manchester Utd, con i quali trova maggiore continuità, pur senza giocare stabilmente da titolare: tra il 1931 ed il 1934 disputa infatti 42 partite nella seconda divisione inglese con la maglia dei Red Devils, con i quali realizza anche 14 reti. Tra il 1934 ed il 1936 gira tra vari club di terza divisione (Northampton Town, di nuovo il Tranmere, Oldham Athletic) disputando però solamente due partite di campionato in altrettanti anni, ritirandosi dall'attività agonistica all'età di 25 anni, a causa di una serie di infortuni patiti negli anni precedenti, che già gli avevano impedito di giocare con regolarità negli ultimi anni di carriera.

### Allenatore
Tra il 1942 ed il 1946 ha allenato il Tranmere; tuttavia, essendo in quegli anni il campionato sospeso a causa degli eventi bellici della Seconda guerra mondiale, ha allenato il club per un numero molto ridotto di partite (20) nonostante i quattro anni di permanenza.
Il suo primo vero incarico arriva quindi di fatto nell'ottobre del 1950, quando viene nominato allenatore del Bolton, club di prima divisione, al posto del dimissionario Walter Rowley; il suo primo anno si conclude con un ottavo posto in classifica in campionato, mentre nella stagione 1951-1952 conquista un quinto posto in classifica, a nove punti di distacco dal Manchester United vincitore del campionato. Nella stagione 1952-1953 raggiunge la finale di FA Cup, manifestazione che poi vince nella stagione 1957-1958, aggiudicandosi anche il Charity Shield dell'anno seguente. Nel frattempo, la squadra ottiene vari piazzamenti a centroclassifica nel campionato inglese, tra i quali spiccano il quinto posto ottenuto al termine della First Division 1953-1954, il quarto posto della First Division 1958-1959 ed il sesto posto della First Division 1959-1960 (a soli sette punti di distacco dalla vetta della classifica). Al termine della First Division 1963-1964 il Bolton retrocede in seconda divisione dopo 22 campionati consecutivi di massima serie (14 dei quali sotto la guida tecnica di Ridding); se si esclude il terzo posto in classifica della Second Division 1964-1965, negli anni seguenti il club non va mai vicino alla promozione (mai oltre il nono posto in classifica) e così al termine della stagione 1967-1968 Redding si dimette dall'incarico dopo diciotto stagioni consecutive (e 777 partite) in panchina al Bolton.

## Palmarès

### Allenatore

#### Competizioni nazionali
- Coppa d'Inghilterra: 1

Bolton: 1957-1958
- Community Shield: 1

Bolton: 1958